# Миньор Перник Чикаго
ФК „Миньор Перник Чикаго“ (пълно име на английски: Minyor Pernik Chicago, познат като „Миньор Чикаго“, е американски футболен отбор от предградието Ел Гроув на град Чикаго, щат Илинойс. Основан е от Николай Василев през 2010 г.

## Успехи
- Първа дивизия на Премиер лигата:
  -  Шампион (1): 2010/11

- Купа на Премиер лигата:
  -  Носител (1): 2013

- Висша лига на щат Илинойс:
  -  Второ място (1): 2012/13

- Метролига:
  -  Трето място (1): 20116/17

## Състав[1]
Вратари:
- Светослав Манов
- Атанас Аршинков
- Самуил Славов
- Христо Христов

Полеви футболисти:
- Иво Ангелов
- Александър Цветков
- Благой Вълчев (капитан)
- Евгени Руссу
- Андрей Василев
- Росен Каптиев
- Борислав Дяков
- Денис Зейнели
- Борче Йованов
- Димитър Стойков
- Иван Стоилов
- Георги Спасов
- Николай Янев
- Георги Бошнаков
- Стойчо Костадинов
- Алексей Степанов
- Владимир Маринов
- Евгений Михайлов
- Георги Георгиев
- Валени Войнов

Старши треньор: Емил Миланов

## Известни треньори
- Цветан Йончев - 2015